# Jussara quadrimaculatus
Jussara quadrimaculatus is een hooiwagen uit de familie Sclerosomatidae.